# Міністерство громадської безпеки (Польща)
| Походження                                                     | Кількість | Відсоток |
| польське                                                       | 221       | 49,1%    |
| єврейське                                                      | 167       | 37,1%    |
| радянське                                                      | 46        | 10,2%    |
| українське                                                     | 5         | 1,1%     |
| білоруське                                                     | 4         | 0,9%     |
| російське                                                      | 1         | 0,2%     |
| інше                                                           | 4         | 0,9%     |
| незаявлене                                                     | 2         | 0,5%     |
| Загалом (Відомство/Міністерство ГБ)                            | 450       | 100%     |
| K. Szwagrzyk, Aparat Bezpieczenstwa w Polsce, IPN, 2008, с. 59 |           |          |

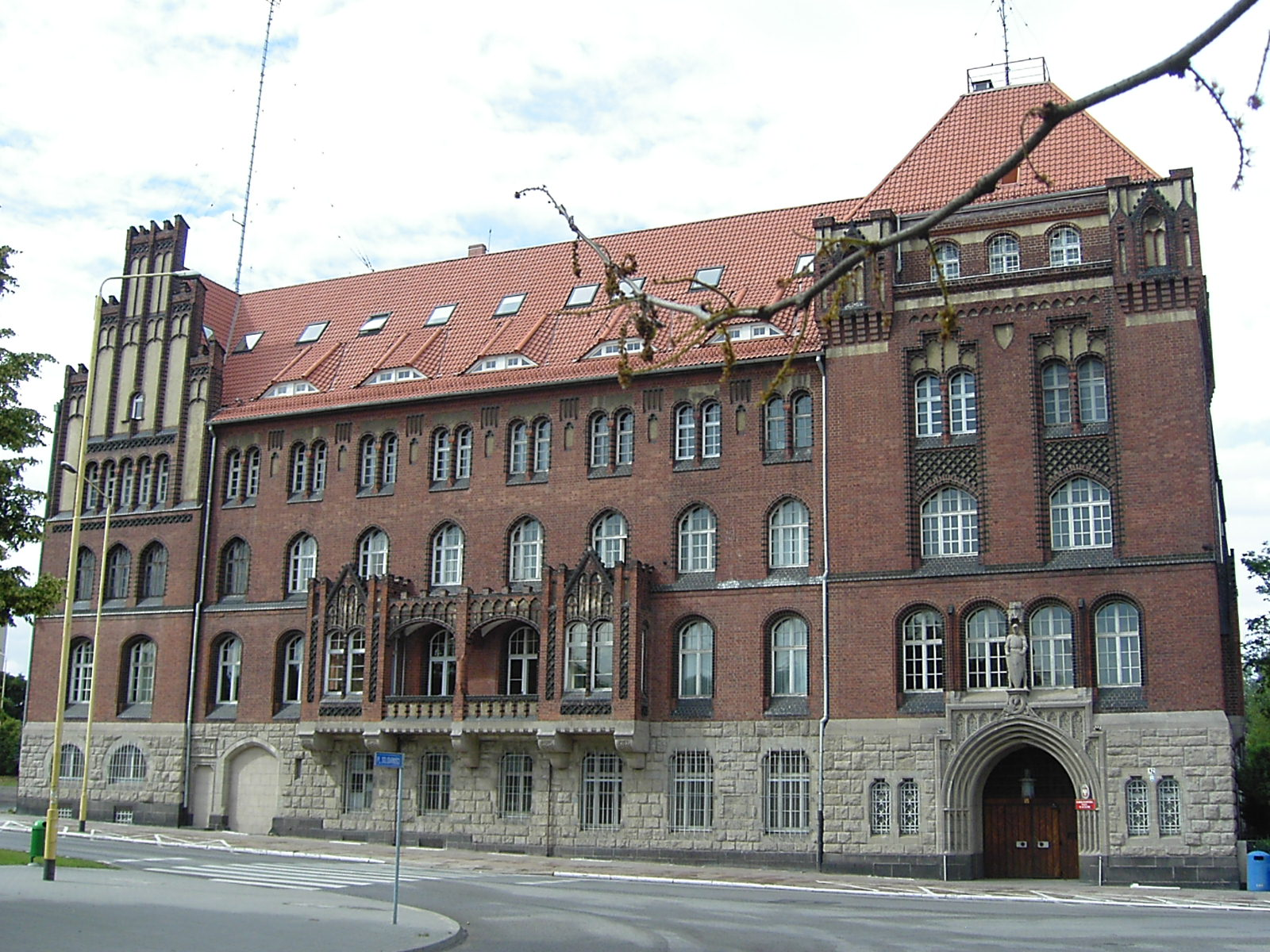
Будівля Щецинського воєводського управління громадської безпеки

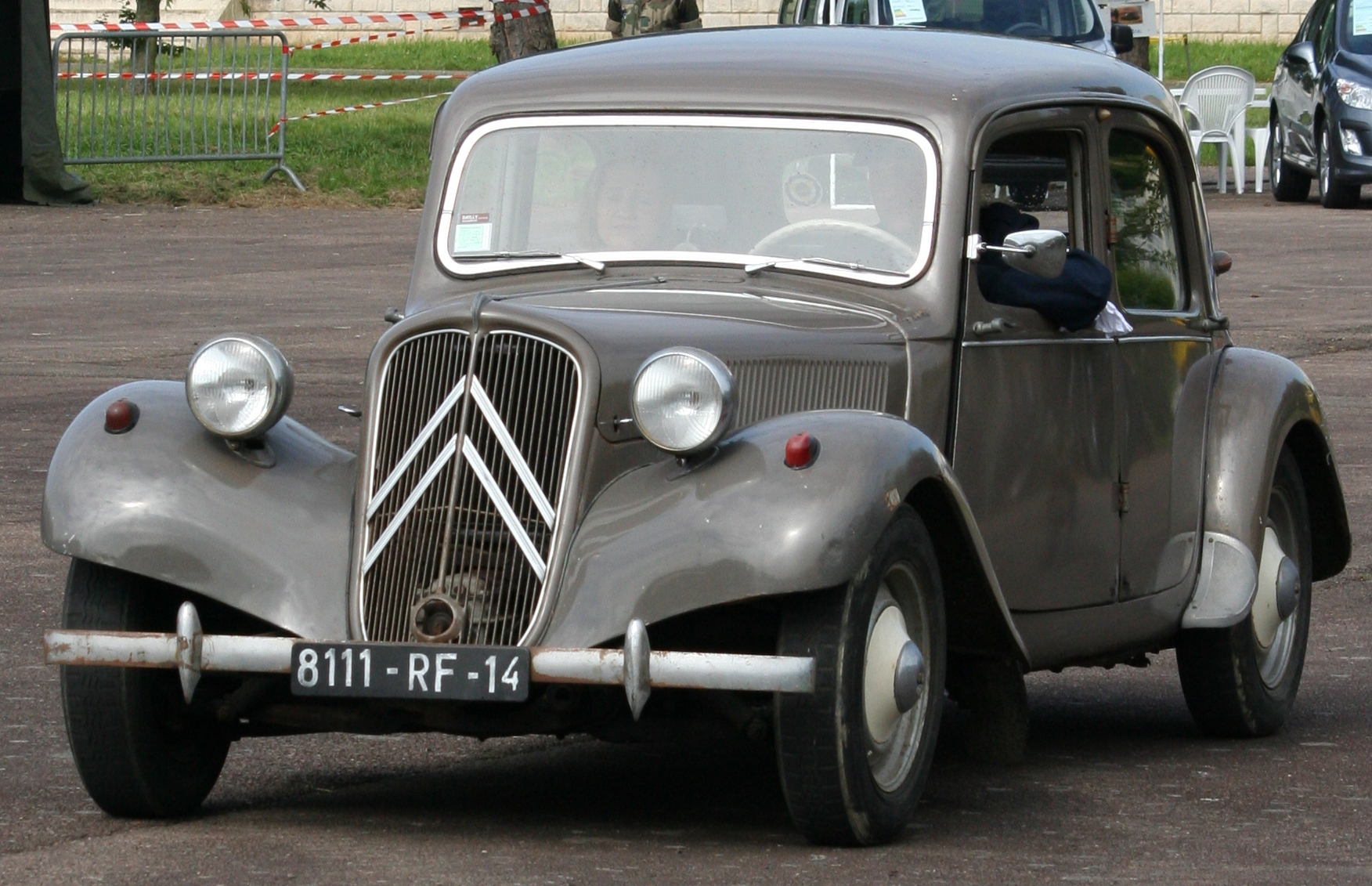
Citroën Traction Avant — звичайний службовий автомобіль польського МГБ

Міністерство громадської безпеки (пол. Ministerstwo Bezpieczeństwa Publicznego) — міністерство періоду становлення комуністичної диктатури у Польщі, що виникло і діяло за вказівками влади СРСР та запроваджувало внутрішню, громадську і зовнішню безпеку, спираючись на контррозвідку і розвідку.
Поряд із Головним управлінням інформації Війська Польського несе відповідальність за масові криваві репресії щодо польських громадян доби сталінізму. На місцях міністерство представляли Управління громадської безпеки, тому в розмовній мові ці установи іменувалися скорочено УБ.
Міністерство було створено 1 січня 1945 року на основі т. зв. Відомства громадської безпеки, що функціонувало з середини 1944 р. при Польському комітеті національного визволення. Розпущене 7 грудня 1954 року. 
Відповідно до Закону про Інститут національної пам'яті — Комісію з переслідування злочинів проти польського народу (ст. 5 ч. 1 п. 2) з 18 грудня 1998 року, Міністерство громадської безпеки визнано органом державної безпеки комуністичного режиму з усіма наслідками, що випливають із цього в контексті польської люстрації.

## Структура і завдання
Починаючи із січня 1945 року, структура Міністерства громадської безпеки постійно змінювалася у міру його розширення. Воно поділялося на управління, а ті ділилися на відділи, які різнилися за покладеними на них обов'язками. У січні 1945 року найбільшим і найважливішим було Перше управління, у віданні якого була «контррозвідка» і «антидержавна діяльність». Його очолював генерал Роман Ромковський (московський єврей, при народженні Натан Гріншпан-Кікель). «Перше управління» було поділено на відділи, кожен із яких відповідав за якусь конкретну ділянку роботи, які вони самі описували таким чином:
1. Боротьба з німецьким шпигунством і нацистським підпіллям, які залишилися у Польщі.
2. Боротьба з реакційним підпіллям
3. Боротьба з політичним бандитизмом.
4. Захист народного господарства.
5. Захист законних політичних партій від зовнішнього (підпільного) проникнення.
6. В'язниці.
7. Спостереження.
8. Розслідування.

На додачу до управлінь і відділів, створених у рамках ще Відомства громадської безпеки, які й утворили ядро МГБ в січні 1945 року, було створено два нові управління. 6 вересня 1945 з наявної структури Другого управління виділилися три додаткові управління: Четверте під керівництвом Олександра Вольського-Дишко, П'яте — під орудою Юлії Брістіґер і Шосте на чолі з Теодором Дудою. У липні 1946 року запровадили подальші зміни. МГБ розділили на вісім управлінь, п'ять із яких займалися оперативними справами, у тому числі контррозвідкою (1-ше), технічними операціями і технологіями (2-ге), боротьбою з підпільним опором (3-тє), захистом економіки (4-те) та протидією ворожому проникненню і церковним впливам (5-те).
У червні 1948 року для «внутрішньої» контррозвідки було створено «таємну канцелярію». Спеціальна канцелярія вела стеження за співробітниками самого МГБ. 2 березня 1949 року було засновано Спеціальне бюро, перейменоване 1951 року просто на Десяте управління. Воно вело стеження за високопоставленими членами Польської об'єднаної робітничої партії та людьми, пов'язаними з ними.